# 宝城街道
宝城街道，是中华人民共和国山東省潍坊市昌乐县下辖的一个乡镇级行政单位。

## 行政区划
宝城街道下辖以下地区：
西徐社区、东风社区、玉皇庙社区、艳阳天社区、东管社区、北三里社区、任疃社区、尧沟社区、小李家庄社区、北寺社区、东埠郭村、东埠周村、刘家辛村、大杨家庄村、东庄王村、马家冢子村、薛家村、后营子村、南张村、张家埠头村、李家埠头村、夏家庄村、东西王村、北郭村、坡子村、常庄村、付家埠头村、蔡辛村、梁庄村、前营子村、北郝村、赵家埠头村和刘家庄村。

## 人口
2010年中国第六次人口普查时，宝城街道共有人口63474人。共有家庭17343户，平均每户3.11人。14岁以下的少年儿童共8915人，占总人口14.04%；15-64岁人口共49159人，占总人口77.44%；65岁及以上的老年人共5400人，占总人口的8.507%。男性共计32858人，占总人口51.76%；女性共计30616，占总人口48.23%。本地居住的人口中，拥有本地户籍的人口为49228人，占77.55%。